# Лясковниця-Мала
Лясковниця-Мала (пол. Laskownica Mała) — село в Польщі, у гміні Ґоланьч Вонґровецького повіту Великопольського воєводства.
У 1975-1998 роках село належало до Пільського воєводства.